# Johannes Strauch
Johannes Strauch, auch Hans Strauch (* 29. September 1884 in Neisse; † 29. Dezember 1957 in Bad Schwartau) war ein deutscher Konteradmiral (Ing.) der Kriegsmarine.

## Leben
Johannes Strauch trat am 1. Oktober 1905 als Marineingenieuranwärter in die Kaiserliche Marine ein. Während des Ersten Weltkriegs wurde er am 24. April 1916 mit dem Rang eines Oberleutnants zur See zum Marineoberingenieur befördert und diente über das Kriegsende hinaus bis zum 12. Dezember 1918 als Wachingenieur auf dem Schlachtkreuzer Moltke. Für sein Wirken erhielt er beide Klassen des Eisernen Kreuzes und des Friedrich-August-Kreuzes sowie das Hamburger Hanseatenkreuz.
Anschließend diente Strauch als Leitender Ingenieur auf der Moltke, die in Scapa Flow interniert war. Nach der Selbstversenkung befand er sich bis zum 5. Februar 1920 in britischer Kriegsgefangenschaft, wurde dann in die Reichsmarine und zunächst zur Verfügung des Befehlshabers der Seestreitkräfte der Ostsee gestellt. Vom 20. Juli 1920 bis zum 4. Januar 1921 befand Strauch sich als Wachingenieur an Bord des Kleinen Kreuzers Medusa und wurde anschließend in der Fürsorgeabteilung beim Kommando der Marinestation der Ostsee verwendet. In dieser Stellung erfolgte am 1. April 1921 seine Beförderung zum Kapitänleutnant (Ing.). Er war dann vom 5. Januar 1923 bis zum 30. November 1924 Leitender Ingenieur auf der Thetis und diente anschließend als technischer Referent bei der Schiffstammdivision der Ostsee. Inzwischen am 1. August 1925 zum Korvettenkapitän (Ing.) befördert, kam Strauch am 28. September 1927 als Leitender Ingenieur an Bord des Linienschiffs Hessen. Daran schloss sich mit seiner Ernennung zum Inspektionsingenieur am 29. September 1929 eine Verwendung bei der Inspektion des Bildungswesens der Marine an. Er avancierte am 1. November 1929 zum Fregattenkapitän (Ing.) und am 1. Oktober 1931 zum Kapitän zur See (Ing.). Für zwei Jahre war er ab dem 30. September 1932 Stabsingenieur beim Stab der Marinestation, bis er unter Verleihung des Charakters als Konteradmiral (Ing,) aus dem Militärdienst verabschiedet wurde.
Während des Zweiten Weltkriegs wurde Strauch ab dem 22. März 1941 als z.V.-Offizier wiederverwendet. Er fungierte als Industriebeauftragter für das Oberkommando der Wehrmacht in Warschau und erhielt am 1. April 1942 sein Patent als Konteradmiral (Ing.) z.V. Am 7. November 1944 wurde er von seinem Posten enthoben und dem Amt für Rüstung und Wehrwirtschaft beim Oberkommando der Kriegsmarine zur Verfügung gestellt. Zum 31. Januar 1945 erfolgte seine Entlassung aus dem aktiven Wehrdienst.